# Manuel Montt
Manuel Francisco Antonio Julián Montt Torres (Petorca, 4 de septiembre de 1809-Santiago, 21 de septiembre de 1880) fue un abogado y político chileno, miembro del Partido Conservador y luego del llamado Partido Nacional o monttvarista. Fue diputado propietario de la República por Valparaíso (1840-1843), Petorca (1843-1846), y Santiago (1849-1851), siendo presidente de la Cámara de Diputados en 1840, y entre 1846 y 1849. Luego ejerció el cargo de presidente de su país —siendo el primer presidente nacido en el siglo XIX— entre 1851 y 1856, resultando reelegido inmediatamente por un segundo periodo entre 1856 y 1861. Posteriormente, regresó al Congreso como diputado propietario por Los Andes (1864-1867), y después como senador por Chiloé (1876-1880). Por último, fue presidente de la Corte Suprema —responsabilidad que había ejercido paralelamente entre 1850 y 1851— desde 1861 hasta su fallecimiento en 1880. Así también, bajo los gobiernos de los presidentes Joaquín Prieto y Manuel Bulnes, desempeñó cargos como ministro del Interior, ministro de Relaciones Exteriores, ministro de Guerra y Marina y, ministro de Justicia, Culto e Instrucción Pública.
Nacido en Petorca en el seno de una familia de la élite provincial de Aconcagua. Abogado de profesión, su pasión por la política lo llevó a participar del conservador movimiento pelucón, donde rápidamente destacó por su inteligencia, siendo elegido diputado en las elecciones parlamentarias de 1840. Ese mismo año, el presidente José Joaquín Prieto lo llamó al Ministerio del Interior, desde donde dirigió la elección presidencial del general Manuel Bulnes.
Convertido en el candidato oficial del gobierno conservador, su candidatura y elección desató un movimiento opositor que se manifestó en la fracasada revolución de 1851.
Al conformar su primer gabinete, asumió como ministro del Interior Antonio Varas, quien fue su mano derecha durante toda su gestión. La presidencia de Manuel Montt se caracterizó por un conjunto de obras legislativas que cambiaron la fisonomía del país: ley Orgánica de los Ministerios (1853), ley de Municipalidades (1854), ley de Sociedades Anónimas (1854), Código Civil (1855), ley de Bancos (1860). El auge exportador del período, trajo consigo un crecimiento económico y una modernización del país que se expresó en el desarrollo de ferrocarriles, telégrafos y vapores; en la expansión de ciudades y puertos; en el surgimiento de nuevos empresarios; la llegada de inmigrantes y la expansión de la educación.
Su carácter autoritario, "pura cabeza sin corazón" en palabras de Manuel Bulnes, le significó concluir su gobierno con una grave crisis política, al desatarse una división en el movimiento gobiernista que dio como resultado la conformación de los partidos políticos del siglo XIX. La crisis dio paso a un clima de efervescencia electoral que llevó a los sectores liberales a embarcarse en la abortada revolución de 1859. Montt, sin embargo, debilitado en su liderazgo, no pudo imponer la candidatura presidencial de Antonio Varas, y se vio obligado a aceptar la candidatura de consenso de José Joaquín Pérez.

## Biografía
Perteneció a la emblemática familia Montt. Hijo de Lucas Montt Prado y de Mercedes Torres Prado. 
Se casó el 30 de mayo de 1839 con su prima Rosario Montt Goyenechea, con quien tuvo once hijos.
Realizó sus estudios en el Instituto Nacional y a los 18 años se hizo Inspector de este recinto, para, seis años después, ser Vicerrector y, posteriormente, Rector. Paralelamente estudió Derecho en el mismo recinto educacional, jurando como abogado en 1833; a los 28 años de edad comenzó a desempeñar funciones en la Corte Suprema de Justicia, y 14 años más tarde se convirtió en su presidente. 
En 1832 fue vicerrector del Instituto Nacional, cargo que ocupó por tres años. Entre 1833 y 1837 fue profesor de Derecho Romano y Derecho Civil y en 1835 fue nombrado rector de la misma casa de estudios. Entre 1838 y 1840 fue director de la Academia de Leyes y Práctica Forense.
Durante su período se produjeron dos hechos que buscaron romper la institucionalidad republicana, al inicio de su gobierno ocurrió la revolución de 1851, siendo sofocada en la batalla de Loncomilla, y más tarde (1856) la llamada Cuestión del Sacristán, que provoca que muchos conservadores se alejen del gobierno uniéndose a los liberales en la Fusión Liberal-Conservadora.

## Carrera política
Montt trabajó para el presidente Bulnes como subsecretario del interior. Se volvió mano derecha de Bulnes y se ganó su confianza, convirtiéndose luego en el candidato presidencial oficial del Gobierno.

### Elección presidencial de 1851
El envío instrucciones a todos sus intendentes, asegurando que Montt era el único candidato que ofrecía al país «garantías positivas de orden y estabilidad». El grupo conservador redactó un manifiesto sobre el desarrollo de Chile en los últimos 20 años. En la prensa, le apoyaban el diario La Tribuna y por El Mercurio, además de contar con las redacciones del amigo de Montt, Domingo Faustino Sarmiento.
La oposición compuesta de grupos liberales y ultraconservadores, se unieron con el candidato conservador de Concepción, el general José María de la Cruz, atacando al candidato gubernamental por todos los medios posibles y presentado una futura victoria de Montt como «la pérdida absoluta y perpetua de la libertad y de la república».
Gracias al apoyo de su grupo político y al aparato del estado, Montt pudo ganar en todo el país, con la excepción de Concepción. En esta ciudad, las familias conservadoras dirigentes, vinculadas con los grandes latifundios y ganaderos y encabezadas por el clan Vial, veían como una amenaza y pérdida de poder la llegada de un nortino a la presidencia, que contaba con el apoyo económico de sectores industriales, mineros emergentes, razón por la cual iniciaron protestas y acusaron fraude electoral.

### Revolución de 1851

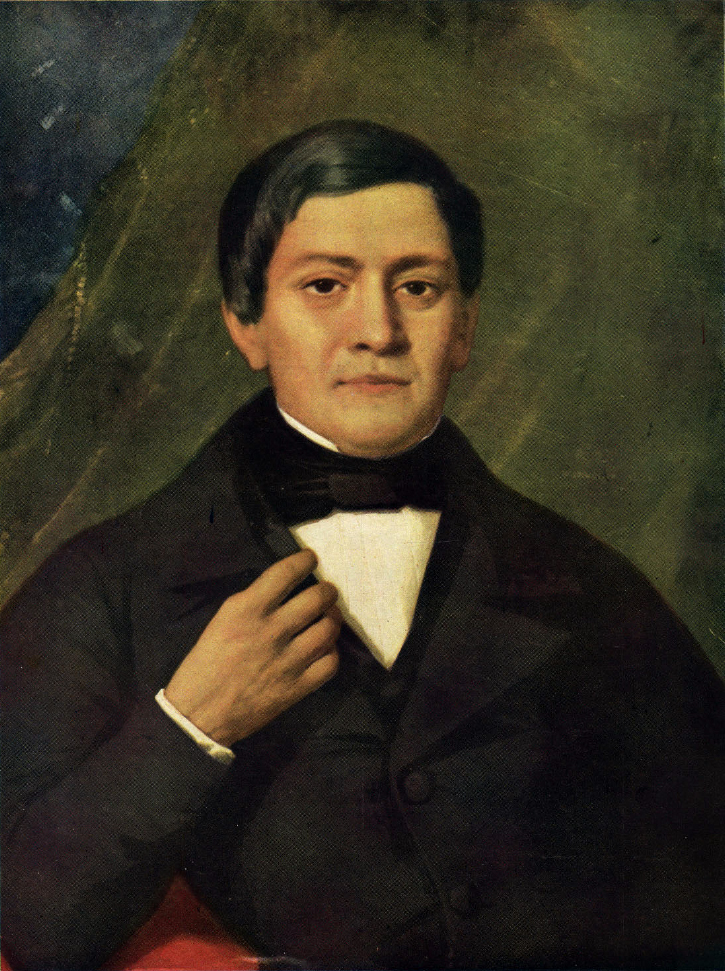
Manuel Montt por Raymond Monvoisin.

Al inaugurar su mandato el 18 de septiembre de 1851, se recibieron las noticias de que La Serena estaba en revuelta. Esta rebelión había comenzado el 7 de septiembre por los liberales, quienes se apoderaron militarmente de la ciudad, e iniciaron una expedición militar camino a Santiago, pero que solo llegó a Illapel siendo derrotados en Petorca. En otra expedición, las fuerzas rebeldes se enfrentaron a las del gobierno comandadas por Juan Vidaurre Leal, tras lo cual este último inició un sitio de La Serena,
Los eventos del norte no tuvieron tanta gravitación como lo que ocurría en el sur de Chile. Los revolucionarios declararon el día 13 de septiembre “usando los imprescriptibles derechos de la soberanía del pueblo, declaramos roto el pacto social, reasumiendo nuestros poderes y retirando los que habíamos delegado en las autoridades establecidas en la constitución de 1833.
Para reprimir la rebelión, el general Bulnes, con un ejército de 3300 hombres, inició la marcha hacia el sur, y tras un enfrentamiento de caballería poco decisivo en Monte de Urrúa el día 19 de noviembre, se enfrentaron las fuerzas del gobierno y los rebeldes el 8 de diciembre en Loncomilla. Probablemente fallecieron unos 1800 soldados, y si bien técnicamente ninguno de los dos bandos obtuvo una victoria absoluta, el general de la Cruz, que comandaba el ejército rebelde, decidió negociar con su primo Bulnes. El 16 de diciembre firmaron el tratado de Purapel, en que a cambio de la rendición de De la Cruz y el reconocimiento de Montt como presidente, se permitiría a los soldados rebeldes reingresar al ejército nacional con sus rangos y posiciones inalteradas, además de una promesa de Bulnes de intentar lograr una amnistía. La noticia de la rendición produjo la desorganización en la revolución de La Serena, tomando las tropas leales al gobierno la ciudad el 31 de diciembre.

## Presidencia
Montt y su ministro del Interior Antonio Varas se alejaron de la política tan conciliadora de Bulnes, extendiendo los poderes de emergencia del presidente por un año más, y dando de baja a numerosos oficiales que participaron en la revolución.

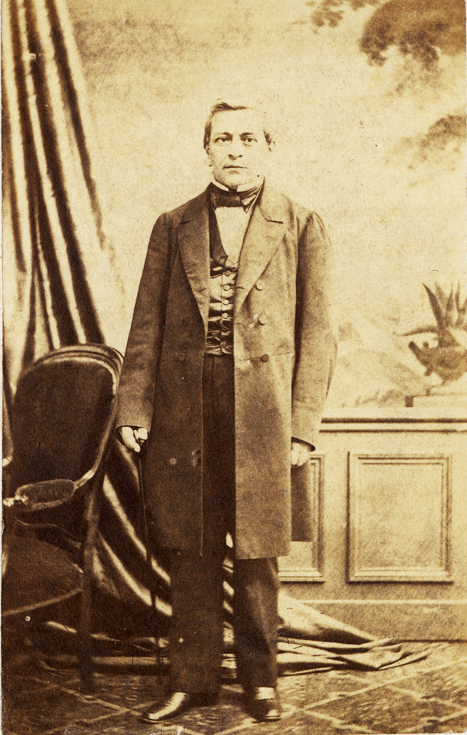
Manuel Montt

En elección de diputados y senadores de 1852, los opositores no concurrieron a las urnas, por lo que los conservadores ultramontanos ejercieron tal presión que el gobierno apenas pudo controlar las listas de candidatos.
Existió otro amotinamiento el 11 de septiembre de 1852, pero de carácter más económico que político, que fue rápidamente sofocado, fusilándose al cabecilla y a siete de sus secuaces.
Dentro del grupo de gobierno, se empezaron a vislumbrar las fisuras entre el grupo más apegado a la iglesia y el más cercano al gobierno. Uno de los primeros choques fue con el ministro de justicia Fernando Lazcano Mujica, que quería que el clero controlase el Instituto Nacional, lo que no causó más que problemas, por lo que Montt lo reemplazó, a pesar de que los ultramontanos querían su retención en el gabinete.
Otro punto de confrontación fue la repartición de los cargos públicos, en que se privilegiaba la competencia de las personas en vez del privilegio de las conexiones familiares, ascendiendo así una numerosa cantidad de hombres nuevos, con el correspondiente malestar de los grupos más aristocráticos y conservadores, quienes veían en ello la formación de una plataforma política personal para Montt y Varas.
El problema principal de este enfrentamiento era el poder de patronato que ejercía el gobierno sobre la Iglesia. La Santa Sede nunca había aceptado esta situación, y esta postura tuvo su adalid en el arzobispo de Santiago Rafael Valentín Valdivieso, quien empezó a objetar los poderes eclesiásticos de facto que ejercía el gobierno.
En las parlamentarias de 1855 la oposición presentó lucha, logrando algunos escaños como minoría. El grupo conservador, del que ahora se vislumbraban los futuros grupos ultramontano y del partido nacional, seguían dominando el parlamento.
La elección presidencial de Chile de 1856 se llevó a cabo en por medio del sistema de electores, y dio por reelecto ampliamente a Montt ya que la oposición no tuvo candidatos capaces de reunir los votos necesarios.
Durante su gobierno se construyeron carreteras, puentes y líneas ferroviarias en el trayecto de Valparaíso-Santiago y Santiago-Rancagua, anteriormente Bulnes construyó la primera línea ferroviaria de Chile, y una de las primeras en Sudamérica, en el trayecto de Caldera-Copiapó, se establecieron los primeros bancos y la Caja de Crédito Hipotecario.
En el plano Científico, construyó un centro Astronómico y dejó a cargo del Museo Nacional a Rodulfo Amando Philippi.
En el área Judicial, se elaboró el Código Civil, obra de Andrés Bello, una de las bases del actual sistema jurídico de Chile.
Montt estaba principalmente interesado en la educación y creó muchas escuelas básicas, cuando asumió existían 186, y en el término el número ascendía a casi 600. Puso énfasis en la creación de cursos de perfeccionamiento para profesores. Durante su mandato fue inaugurada en 1853 la sección femenina de la Escuela Normal de Preceptores.
Comenzó la colonización del sur de Chile por parte de alemanes, a los cuales se les incentivó con ayuda económica, 5 años después de su llegada, los alemanes ya estaban siendo un aporte a la economía Chilena.
El 12 de febrero de 1853 se fundó Puerto Montt, en honor al Presidente, para poder enlazar Valdivia, Chiloé y Osorno.

### Crisis del Gobierno de Montt

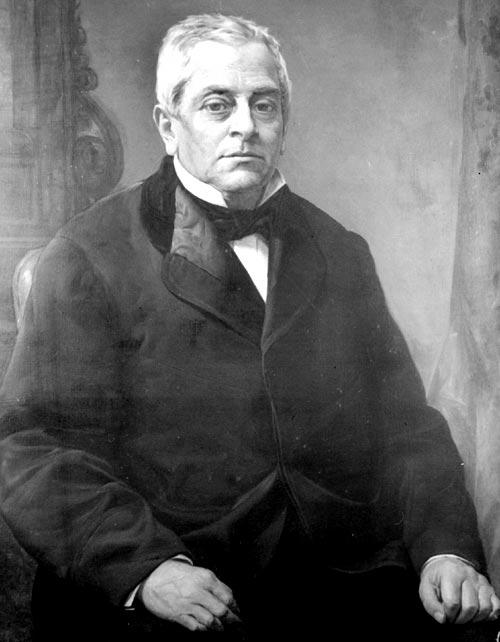
Retrato de Montt como presidente de la Corte Suprema de Justicia (1868).

Tras la división de la aristocracia pelucona (véase Cuestión del Sacristán), en nacionalistas (montt-varistas) y conservadores ultramontanos, provocó la falta de apoyo para Montt y su sucesor elegido, Antonio Varas, sumándose con el marcado antagonismo de los liberales, que no permitirían a Varas como presidente, se busca un presidente que no generara resquemores en la oposición a Montt, y pertenenciera al partido Nacional, de amplia mayoría en el Congreso, por lo que se escoge a José Joaquín Pérez Mascayano como el nuevo presidente.

## Actividades tras dejar la presidencia
Al dejar el cargo de presidente de la República, Montt volvió a asumir su puesto de presidente la Corte Suprema de Justicia, que desempeñó hasta su fallecimiento. En 1864, además, fue elegido diputado por Los Andes y designado por el gobierno de José Joaquín Pérez como representante de Chile ante el Congreso Americano efectuado en Lima (Perú), en calidad de delegado y ministro plenipotenciario.
Fue objeto de una acusación constitucional en 1868, como miembro de la Corte Suprema de Justicia, de la cual fue absuelto al año siguiente.
En 1876 fue elegido senador por Chiloé.
Falleció en Santiago a los 71 años, el 21 de septiembre de 1880.